# Deep color
El Deep Color (color intenso) consiste básicamente en aumentar el número de colores que es capaz de soportar la imagen, y de reproducirse en pantalla. Es decir, pasa de los millones de colores que soporta el RGB/YCbCr tradicional a miles de millones de colores.
Actualmente, el estándar en imagen doméstica tiene una profundidad de 8bit por canal (color de 24bit). Con Deep Color, se llegarían a utilizar 10bit, 12bit o 16bit por canal tanto en RGB como en YCbCr, y por lo tanto, aumentar el número de colores visibles en pantalla con el RGB tradicional.